# Holger Wohland
Holger Wohland (* 1. Juni 1977 in Böblingen) ist ein ehemaliger deutscher Fußballspieler. Der Mittelfeldspieler, der hauptsächlich im Amateurfußball unterwegs war, bestritt fünf Spiele in der 2. Bundesliga.

## Werdegang
Wohland spielte in der Jugend bei GSV Maichingen, VfL Sindelfingen und den Stuttgarter Kickers. 1995 wechselte er zur SpVgg Renningen in die Verbandsliga Württemberg. Dort glänzte er als Offensivspieler und erzielte in der Spielzeit 1996/97 15 Saisontore. Daraufhin verpflichtete ihn der 1. FC Pforzheim, bei dem sich der junge Spieler schnell in der Oberliga-Mannschaft etablierte. Nach fünf Toren in 26 Spielen ging er nach nur einer Spielzeit zur SpVgg Greuther Fürth. In der Spielzeit 1998/99 wurde er fünf Mal in der 2. Bundesliga eingesetzt, konnte sich aber im Profifußball nicht durchsetzen.
Daher verließ Wohland den Verein auf Leihbasis nach nur einer Spielzeit wieder und wurde an den SC Pfullendorf in die Regionalliga Süd ausgeliehen. 2001 wurde er direkt wieder abgegeben, beim TSV 1860 München lief er in der zweiten Mannschaft auf. Ab 2002 spielte er für den Fünftligisten TSV Schönaich in der Verbandsliga Württemberg, nach einer Spielzeit wechselte er zum 1. FC Schweinfurt 05 zurück in die Regionalliga. Hier konnte er sich aber wiederum nicht durchsetzen und wurde im Januar 2004 an den Landesligisten MTV Ingolstadt abgegeben. Von dort wechselte er im Sommer 2004 zum SSV Ulm 1846 in die Oberliga Baden-Württemberg. Immer wieder verletzungsbedingt angeschlagen, stand er hauptsächlich im Kader der zweiten Mannschaft des ehemaligen Bundesligisten und wurde nach Auslaufen seines Vertrages 2006 nicht weiter gebunden. Daher ging er zum TSV Burgau in die Kreisliga Schwaben/Donau.